# Would You Love a Monsterman?
A Would You Love a Monsterman? a Lordi finn együttes első kiadott dala. A Lordi 2002-ben szerződött le a Sony BMG kiadóval, és ezáltal jelent meg a zenekar bemutatkozó kislemeze. Készült hozzá videóklip is. A kislemezen és a Get Heavy című nagylemezen még Magnum a basszusgitáros, aki a debütáló album után elhagyta az együttest. Látható a videóklipben a csapat eredeti szintetizátorosa, Enary is.
2006-ban a dal újra megjelent kislemezen, Would You Love a Monsterman? 2006 címmel. A 2006-os verzió megtalálható a  2006-os The Arockalypse című nagylemez speciális kiadásán. 2006-ban új videóklip készült a dalhoz.

## Videóklip
2002-ben forgatták le az eredeti klipet a dalhoz. Egy erdőben játszódik, ahol egy fiatal lány van egyedül egy nagyon piszkos babával. Ezt a babát az együttes azóta is színpadi kellékként alkalmazza a koncerteken ennél a dalnál. A Lordi tagjai a földből jönnek elő, kivéve az énekest, Mr. Lordi egy ösvényen érkezik. Az együttes az első refrénnél kezd hangszerekkel játszani, majd előkerül a Lordit is szimbolizáló fejsze, amelyet szintén használnak azóta is. A gitárszóló alatt a lány átadja a babát az énekesnek, ám az a földre dobja.
2006-ban a Lordi az aktuális felállással forgatta le az új videóklipet. Ebben basszusgitárosként Ox, billentyűsként Awa szerepel. Itt a főszereplő egy fiatal ápolónő. A gitárost behozzák, és a műtősztalra fektetik. Azonban életre kel, és végez az egyik orvossal. A másik orvos a dobos elől kezd futni, azonban a basszusgitárosba botlik, aki végez vele. A fiatal ápolónő megpróbál védekezni az énekes ellen, ám az megbabonázza.

## Dallista
Finn kiadás
1. Would You Love a Monsterman?
2. Biomechanic Man
3. Would You Love a Monsterman? (radio edit)

Német kiadás
1. Would You Love a Monsterman?
2. Biomechanic Man (album version)
3. Would You Love a Monsterman? (radio edit)

2006-os kiadás
1. Would You Love a Monsterman?, 2006

## Közreműködők

### 2002-es verzió
- Mr. Lordi: ének
- Amen: gitár
- Magnum: basszusgitár
- Enary: billentyűs hangszerek
- Kita: dob

### 2006-os verzió
- Mr. Lordi: ének
- Amen: gitár
- Kita: dob
- Awa: billentyűs hangszerek
- Ox: basszusgitár